# Vices & Virtues
Vices & Virtues è il terzo album del gruppo Panic at the Disco, uscito il 29 marzo 2011.

## Tracce
1. The Ballad of Mona Lisa – 3:47 (Brendon Urie, Spencer Smith, John Feldmann, Butch Walker)
2. Let's Kill Tonight – 3:34 (Brendon Urie, Spencer Smith)
3. Hurricane – 4:25 (Brendon Urie, Spencer Smith, John Feldmann)
4. Memories – 3:26 (Brendon Urie, Spencer Smith, John Feldmann)
5. Trade Mistakes – 3:36 (Brendon Urie, Spencer Smith, John Feldmann)
6. Ready to Go (Get Me Out of My Mind) – 3:37 (Brendon Urie, Spencer Smith)
7. Always – 2:34 (Brendon Urie, Spencer Smith, John Feldmann)
8. The Calendar – 4:43 (Brendon Urie, Spencer Smith, John Feldmann)
9. Sarah Smiles – 3:33 (Brendon Urie, Spencer Smith, John Feldmann)
10. Nearly Witches (Ever Since We Met...) – 4:17 (Brendon Urie, Spencer Smith, John Feldmann, Ryan Ross)